# Finlaysonia insularum
Finlaysonia insularum là một loài thực vật có hoa trong họ La bố ma. Loài này được (King & Gamble) Venter mô tả khoa học đầu tiên năm 2001.